# Хівський район
Хівський район — муніципальний район в Дагестані, Росія. Адміністративний центр — село Хів.

## Територія
Район межує з Табасаранським, Сулейман-Стальським, Курахським та Агульським районом. Площа району 620км².

## Населення
Населення району становить 22 753 осіб.
Національний склад населення за даними перепису 2010 р.
- табасарани — 59,4%
- лезгіни — 38,9%
- інші — 1,7%

## Адміністративний поділ
До складу району належать села: Ашага-Архіт, Цініт, Цлак, Юхарі-Архіт, Ашага-Захіт, Захіт, юхарі-Захіт, Ашага-Ярак, Юхарі-Ярак, Яргіль, Зільдік, Кондік, Цудук, Арчуг, Конціль, Асакєнт, Заза, Кошкєнт, Дардакєнт, Чілікар, Куг, Ляхля, Кувіг, Куліг, Гаріг, Уртіль, Межгюль, Чере, Урга, Фурда, Вертіль, Артік, Хурсатіль, Яраг, Хів, Хорєдж, Лака, Цнал, Цувек, Куштіль.